# NDC1
ヌクレオポリンNDC1（英語: Nucleoporin NDC1）は、ヒトにおいてTMEM48 遺伝子にコードされているタンパク質である。核膜孔複合体にアラジンを固定する。　